# Lega saudita professionistica 2018-2019
La Saudi Professional League 2018-2019 è stata la 44ª edizione del massimo livello del campionato saudita di calcio, nota come Abdul Latif Jameel League 2018-2019 per ragioni di sponsorizzazione. Il campionato è iniziato il 30 agosto 2018 ed è terminato il 16 maggio 2019.

## Classifica finale
|                           | Pos. | Squadra     | Pt | G  | V  | N  | P  | GF | GS | DR  |
| ------------------------- | ---- | ----------- | -- | -- | -- | -- | -- | -- | -- | --- |
| Arabia Saudita (bandiera) | 1.   | Al-Nassr    | 70 | 30 | 22 | 4  | 4  | 69 | 27 | +42 |
|                           | 2.   | Al-Hilal    | 69 | 30 | 21 | 6  | 3  | 66 | 33 | +33 |
|                           | 3.   | Al-Taawoun  | 56 | 30 | 16 | 8  | 6  | 61 | 31 | +30 |
|                           | 4.   | Al-Ahli     | 55 | 30 | 17 | 4  | 9  | 68 | 41 | +27 |
|                           | 5.   | Al-Shabab   | 54 | 30 | 15 | 9  | 6  | 39 | 25 | +14 |
|                           | 6.   | Al-Faisaly  | 43 | 30 | 12 | 7  | 11 | 51 | 47 | +4  |
|                           | 7.   | Al-Wahda    | 42 | 30 | 12 | 6  | 12 | 41 | 41 | 0   |
|                           | 8.   | Al-Ra'ed    | 38 | 30 | 10 | 8  | 12 | 38 | 48 | -10 |
|                           | 9.   | Al-Fateh    | 35 | 30 | 8  | 11 | 11 | 32 | 45 | -13 |
|                           | 10.  | Al-Ittihad  | 34 | 30 | 9  | 7  | 14 | 44 | 45 | -1  |
|                           | 11.  | Al-Ettifaq  | 33 | 30 | 8  | 9  | 13 | 40 | 55 | -15 |
|                           | 12.  | Al-Fayha    | 32 | 30 | 9  | 5  | 16 | 36 | 52 | -16 |
|                           | 13.  | Al-Hazem    | 31 | 30 | 7  | 10 | 13 | 33 | 50 | -17 |
|                           | 14.  | Al-Qadisiya | 28 | 30 | 8  | 4  | 18 | 34 | 51 | -17 |
|                           | 15.  | Al-Batin    | 25 | 30 | 7  | 4  | 19 | 29 | 53 | -24 |
|                           | 16.  | Ohod        | 21 | 30 | 5  | 6  | 19 | 25 | 62 | -37 |

Legenda:

      Campione dell'Arabia Saudita e ammessa alla AFC Champions League 2020

      Ammesso alla AFC Champions League 2020

      Ammesso alle qualificazioni della AFC Champions League 2020

 Ammessa al play-off retrocessione

      Retrocesse in Saudi First Division 2019-2020
Tre punti a vittoria, uno a pareggio, zero a sconfitta.
La classifica viene stilata secondo i seguenti criteri:
- Punti conquistati
- Playoff (per titolo, partecipazione alle coppe e retrocessione)
- Punti conquistati negli scontri diretti
- Differenza reti negli scontri diretti
- Reti realizzate negli scontri diretti
- Differenza reti generale
- Reti totali realizzate

## Play-off retrocessione
| Al-Rass 20 maggio 2019, ore 21:30 CEST Andata | Al-Hazem       | 1 – 0 referto | Al-Khaleej | Al Hazm Club Stadium\| Arbitro: \| Ovidiu Hațegan \| |
| Arbitro:                                      | Ovidiu Hațegan |               |            |                                                      |

| Arbitro: | Szymon Marciniak |

|  |                      |  |
|  | Tiri di rigore 2 – 3 |  |